# 중화사
중화사(重華寺)는 대한민국 충청북도 영동군 영동읍 화신리에 있다. 1996년 4월 15일 영동군의 향토유적 제28호로 지정되었다.

## 개요
신라 문무왕 16년(676)에서 신라 효소왕 10년(701) 사이에 의상조사(義湘租師)가 창건한 고찰로서 고려 원종 원년(1260) 보각국사 일연이 중창하였고, 조선 중종 25년(1530) 이후에 폐사 되었다가 1550년에 서산대사 휴정이 중창 하였으나, 임진왜란으로 소실되고 숙종 3년(1677)에 중건한 후 수차례 중창 하였으며, 일제시대(1934년)에 이르러 당시의 주지인 보진화상이 중수하였다. 대웅전은 정면 3칸, 측면 3칸 목조기와, 맞배지붕, 다포집으로 아미타불, 관세음보살, 지장보살이 봉안되어 있고, 1988년 5월 28일 전통사찰 제 21호로 등록되어 오늘에 이르고 있다.

## 참고 문헌
- 중화사[깨진 링크(과거 내용 찾기)] - 영동군 향토유적